# Конопльов Андрій Анатолійович
Андрі́й Анато́лійович Конопльо́в (29 квітня 1977, с. Новомихайлівка, Манський район, Красноярський край, РРФСР — 23 січня 2015, с. Нікішине, Шахтарський район, Донецька область, Україна) — старший сержант Збройних сил України, учасник російсько-української війни. Герой України (посмертно).

## Біографія
Народився 1977 року в селі Новомихайлівка Манського району Красноярського краю РРФСР. З часом родина переїхала на батьківщину матері — на Полтавщину, в село Новооржицьке Оржицького району. 1994 року закінчив Новооржицьку середню школу. Продовжив навчання в Лубенському професійно-технічному училищі № 12, де здобув спеціальність зварника.
Протягом кількох років працював зварником на Пирятинському сирзаводі, по тому трудився у Пирятинській філії ПАТ «Лубнигаз», де працював зварником на Пирятинській газовій дільниці. Останні 10 років проживав у Пирятині. Захоплювався мотоциклами, був учасником байкерського руху, відомий за прізвиськом «Сєдой».
Під час російської збройної агресії проти України 7 серпня 2014 року був призваний за частковою мобілізацією.
Старший сержант, стрілець — помічник гранатометника 15-го окремого гірсько-піхотного батальйону 128-ї окремої гірсько-піхотної бригади, в/ч А1778, м. Ужгород.
З 10 листопада 2014 року брав участь у проведенні антитерористичної операції на території Донецької області. З 23 листопада 2014 року тримав оборону на взводному опорному пункті в районі села Нікішине на Дебальцівському плацдармі, сектор «С». Неодноразово брав участь у супроводі караванів з доставлення боєприпасів, озброєння, військово-технічного майна та продовольства на ВОП.
23 січня 2015 року в черговий раз незаконні збройні формування здійснили наступ на взводний опорний пункт із застосуванням стрілецької зброї, танків та артилерії. Старший сержант Конопльов першим побачив танки противника, які вели вогонь по позиції. Підняв особовий склад відділення, сповістив командира взводного опорного пункту. В умовах, що пов'язані з ризиком для життя, вступив у бій: з РПГ-7В здійснив декілька влучних пострілів та знищив один із ворожих танків, зумів підбити другий танк. Але цей танк здійснив постріл, і внаслідок прямого влучення танкового снаряда старший сержант загинув. Наступ відбили, позиції утримали, а противнику завдали значних втрат.
1 лютого похований на міському кладовищі міста Пирятина. На похорон з'їхалися друзі-байкери з різних куточків України.
Залишились мати, дружина Галина з маленьким сином Олексієм, який народився 4 липня 2014 — за пів року до смерті батька, та син Андрій 1999 р. н. Наприкінці 2015 року сім'я загиблого військовослужбовця була забезпечена двокімнатною квартирою в Пирятині бюджетним коштом.

## Нагороди
- Звання Герой України з удостоєнням ордена «Золота Зірка» (12 грудня 2018, посмертно) — за виняткову особисту мужність і героїзм, виявлені у захисті державного суверенітету та територіальної цілісності України, вірність військовій присязі[5].

## Вшанування
- 28 червня 2015 року в Новооржицькій ЗОШ відкрито меморіальні дошки полеглим на війні випускникам школи Андрію Конопльову та Максиму Рябку[6][7][8].
- Занесений до Книги Пошани Полтавської обласної ради (посмертно)[9].
- Вшановується в меморіальному комплексі «Зала пам'яті», в щоденному ранковому церемоніалі 24 січня[10][11].